# Afrikanska mästerskapet i fotboll 2000
Se även Afrikanska mästerskapet i fotboll för damer 2000.
Afrikanska mästerskapet i fotboll 2000 var först tänkt att spelas i Zimbabwe, men till slut förlades turneringen till Ghana och Nigeria. Precis som under 1998 års turnering delades 16 lag in i fyra grupper. Kamerun vann turneringen genom att slå Nigeria i finalen med 4–3 efter straffar.

## Spelorter och anläggningar
| Orter          | Anläggningar                      | Publikkapacitet |
| -------------- | --------------------------------- | --------------- |
| Lagos, Nigeria | National Stadium, Surulere, Lagos | 55 000          |
| Kumasi, Ghana  | Kumasi Sports Stadium             | 51 500          |
| Accra, Ghana   | Accra Sports Stadium              | 35 000          |
| Kano, Nigeria  | Sani Abacha Stadium               | 25 000          |

## Deltagande lag

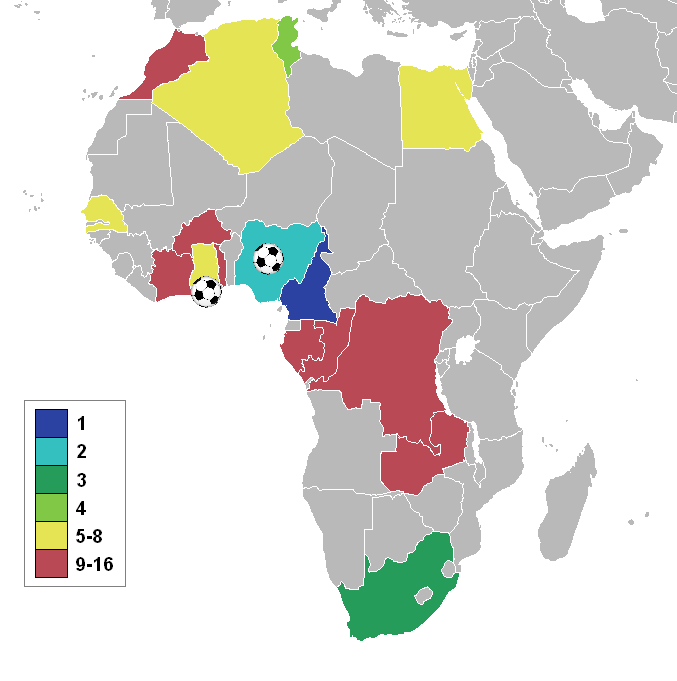
Deltagande lag.

| - Algeriet - Burkina Faso - Kamerun - Kongo-Kinshasa - Kongo-Brazzaville - Elfenbenskusten - Egypten - Gabon | - Ghana - Marocko - Nigeria - Senegal - Sydafrika - Togo - Tunisien - Zambia |

## Gruppspel
Grönmarkerade lag gick vidare till kvartsfinal.
Alla tider lokala: GMT (UTC) i Ghana och WAT (UTC +1) i Nigeria

### Grupp A
| Lag             | S | V | O | F | GM | IM | MS | P |
| --------------- | - | - | - | - | -- | -- | -- | - |
| Kamerun         | 3 | 1 | 1 | 1 | 4  | 2  | +2 | 4 |
| Ghana           | 3 | 1 | 1 | 1 | 3  | 3  | 0  | 4 |
| Elfenbenskusten | 3 | 1 | 1 | 1 | 3  | 4  | −1 | 4 |
| Togo            | 3 | 1 | 1 | 1 | 2  | 3  | −1 | 4 |

|       | 22 januari 2000 | Ghana    | 1 – 1   | Kamerun | Accra Sports Stadium, Accra                                |                                                            |
| 16:00 | 16:00           | Ayew 57′ | (0 – 1) | Foé 19′ | Publik: 45 000 Domare: Ali Bujsaim (Förenade arabemiraten) | Publik: 45 000 Domare: Ali Bujsaim (Förenade arabemiraten) |
| 16:00 | 16:00           |          |         |         | Publik: 45 000 Domare: Ali Bujsaim (Förenade arabemiraten) | Publik: 45 000 Domare: Ali Bujsaim (Förenade arabemiraten) |
| 16:00 | 16:00           |          |         |         | Publik: 45 000 Domare: Ali Bujsaim (Förenade arabemiraten) | Publik: 45 000 Domare: Ali Bujsaim (Förenade arabemiraten) |

|       | 24 januari 2000 | Elfenbenskusten | 1 – 1   | Togo       | Accra Sports Stadium, Accra                          |                                                      |
| 16:00 | 16:00           | Guel 38′ (str.) | (1 – 1) | Ouadja 19′ | Publik: 13 000 Domare: Tessema Hailemalak (Etiopien) | Publik: 13 000 Domare: Tessema Hailemalak (Etiopien) |
| 16:00 | 16:00           |                 |         |            | Publik: 13 000 Domare: Tessema Hailemalak (Etiopien) | Publik: 13 000 Domare: Tessema Hailemalak (Etiopien) |
| 16:00 | 16:00           |                 |         |            | Publik: 13 000 Domare: Tessema Hailemalak (Etiopien) | Publik: 13 000 Domare: Tessema Hailemalak (Etiopien) |

|       | 27 januari 2000 | Ghana             | 2 – 0   | Togo | Accra Sports Stadium, Accra                            |                                                        |
| 16:00 | 16:00           | Ayew 28′ Addo 37′ | (2 – 0) |      | Publik: 30 000 Domare: Abderrahim al-Arjoune (Marocko) | Publik: 30 000 Domare: Abderrahim al-Arjoune (Marocko) |
| 16:00 | 16:00           |                   |         |      | Publik: 30 000 Domare: Abderrahim al-Arjoune (Marocko) | Publik: 30 000 Domare: Abderrahim al-Arjoune (Marocko) |
| 16:00 | 16:00           |                   |         |      | Publik: 30 000 Domare: Abderrahim al-Arjoune (Marocko) | Publik: 30 000 Domare: Abderrahim al-Arjoune (Marocko) |

|       | 28 januari 2000 | Kamerun                       | 3 – 0   | Elfenbenskusten | Accra Sports Stadium, Accra                   |                                               |
| 19:45 | 19:45           | Kalla 29′ Eto'o 45′ Mboma 90′ | (2 – 0) |                 | Publik: 5 000 Domare: Mourad Daami (Tunisien) | Publik: 5 000 Domare: Mourad Daami (Tunisien) |
| 19:45 | 19:45           |                               |         |                 | Publik: 5 000 Domare: Mourad Daami (Tunisien) | Publik: 5 000 Domare: Mourad Daami (Tunisien) |
| 19:45 | 19:45           |                               |         |                 | Publik: 5 000 Domare: Mourad Daami (Tunisien) | Publik: 5 000 Domare: Mourad Daami (Tunisien) |

|       | 31 januari 2000 | Ghana | 0 – 2   | Elfenbenskusten   | Accra Sports Stadium, Accra                        |                                                    |
| 16:00 | 16:00           |       | (0 – 1) | Kalou 45′ Sie 84′ | Publik: 40 000 Domare: Gamal Al-Ghandour (Egypten) | Publik: 40 000 Domare: Gamal Al-Ghandour (Egypten) |
| 16:00 | 16:00           |       |         |                   | Publik: 40 000 Domare: Gamal Al-Ghandour (Egypten) | Publik: 40 000 Domare: Gamal Al-Ghandour (Egypten) |
| 16:00 | 16:00           |       |         |                   | Publik: 40 000 Domare: Gamal Al-Ghandour (Egypten) | Publik: 40 000 Domare: Gamal Al-Ghandour (Egypten) |

|       | 31 januari 2000 | Kamerun | 0 – 1   | Togo         | Kumasi Sports Stadium, Kumasi                     |                                                   |
| 16:00 | 16:00           |         | (0 – 1) | Tchangai 18′ | Publik: 2 000 Domare: Olufunmi Olaniyan (Nigeria) | Publik: 2 000 Domare: Olufunmi Olaniyan (Nigeria) |
| 16:00 | 16:00           |         |         |              | Publik: 2 000 Domare: Olufunmi Olaniyan (Nigeria) | Publik: 2 000 Domare: Olufunmi Olaniyan (Nigeria) |
| 16:00 | 16:00           |         |         |              | Publik: 2 000 Domare: Olufunmi Olaniyan (Nigeria) | Publik: 2 000 Domare: Olufunmi Olaniyan (Nigeria) |

### Grupp B
| Lag            | S | V | O | F | GM | IM | MS | P |
| -------------- | - | - | - | - | -- | -- | -- | - |
| Sydafrika      | 3 | 2 | 1 | 0 | 5  | 2  | +3 | 7 |
| Algeriet       | 3 | 1 | 2 | 0 | 4  | 2  | +2 | 5 |
| Kongo-Kinshasa | 3 | 0 | 2 | 1 | 0  | 1  | −1 | 2 |
| Gabon          | 3 | 0 | 1 | 2 | 2  | 6  | −4 | 1 |

|       | 23 januari 2000 | Sydafrika                   | 3 – 1   | Gabon      | Kumasi Sports Stadium, Kumasi                      |                                                    |
| 19:45 | 19:45           | Ngobe 43′ Bartlett 55′, 78′ | (1 – 1) | Nzigou 21′ | Publik: 20 000 Domare: Gamal Al-Ghandour (Egypten) | Publik: 20 000 Domare: Gamal Al-Ghandour (Egypten) |
| 19:45 | 19:45           |                             |         |            | Publik: 20 000 Domare: Gamal Al-Ghandour (Egypten) | Publik: 20 000 Domare: Gamal Al-Ghandour (Egypten) |
| 19:45 | 19:45           |                             |         |            | Publik: 20 000 Domare: Gamal Al-Ghandour (Egypten) | Publik: 20 000 Domare: Gamal Al-Ghandour (Egypten) |

|       | 24 januari 2000 | Kongo-Kinshasa | 0 – 0 | Algeriet | Kumasi Sports Stadium, Kumasi                   |                                                 |
| 19:45 | 19:45           |                |       |          | Publik: 7 000 Domare: Manuel Duarte (Kap Verde) | Publik: 7 000 Domare: Manuel Duarte (Kap Verde) |
| 19:45 | 19:45           |                |       |          | Publik: 7 000 Domare: Manuel Duarte (Kap Verde) | Publik: 7 000 Domare: Manuel Duarte (Kap Verde) |
| 19:45 | 19:45           |                |       |          | Publik: 7 000 Domare: Manuel Duarte (Kap Verde) | Publik: 7 000 Domare: Manuel Duarte (Kap Verde) |

|       | 27 januari 2000 | Sydafrika    | 1 – 0   | Kongo-Kinshasa | Kumasi Sports Stadium, Kumasi                     |                                                   |
| 19:45 | 19:45           | Bartlett 44′ | (1 – 0) |                | Publik: 3 500 Domare: Olufunmi Olaniyan (Nigeria) | Publik: 3 500 Domare: Olufunmi Olaniyan (Nigeria) |
| 19:45 | 19:45           |              |         |                | Publik: 3 500 Domare: Olufunmi Olaniyan (Nigeria) | Publik: 3 500 Domare: Olufunmi Olaniyan (Nigeria) |
| 19:45 | 19:45           |              |         |                | Publik: 3 500 Domare: Olufunmi Olaniyan (Nigeria) | Publik: 3 500 Domare: Olufunmi Olaniyan (Nigeria) |

|       | 29 januari 2000 | Algeriet                         | 3 – 1   | Gabon          | Kumasi Sports Stadium, Kumasi                     |                                                   |
| 19:45 | 19:45           | Ghazi 12′ Tasfaout 41′ Dziri 89′ | (2 – 0) | Mbanangoye 89′ | Publik: 5 000 Domare: Isaak Abdulkadir (Tanzania) | Publik: 5 000 Domare: Isaak Abdulkadir (Tanzania) |
| 19:45 | 19:45           |                                  |         |                | Publik: 5 000 Domare: Isaak Abdulkadir (Tanzania) | Publik: 5 000 Domare: Isaak Abdulkadir (Tanzania) |
| 19:45 | 19:45           |                                  |         |                | Publik: 5 000 Domare: Isaak Abdulkadir (Tanzania) | Publik: 5 000 Domare: Isaak Abdulkadir (Tanzania) |

|       | 2 februari 2000 | Sydafrika   | 1 – 1   | Algeriet      | Kumasi Sports Stadium, Kumasi                       |                                                     |
| 16:00 | 16:00           | Bartlett 2′ | (1 – 0) | Moussouni 53′ | Publik: 2 000 Domare: Tessema Hailemalak (Etiopien) | Publik: 2 000 Domare: Tessema Hailemalak (Etiopien) |
| 16:00 | 16:00           |             |         |               | Publik: 2 000 Domare: Tessema Hailemalak (Etiopien) | Publik: 2 000 Domare: Tessema Hailemalak (Etiopien) |
| 16:00 | 16:00           |             |         |               | Publik: 2 000 Domare: Tessema Hailemalak (Etiopien) | Publik: 2 000 Domare: Tessema Hailemalak (Etiopien) |

|       | 2 februari 2000 | Kongo-Kinshasa | 0 – 0 | Gabon | Accra Sports Stadium, Accra                           |                                                       |
| 16:00 | 16:00           |                |       |       | Publik: 2 000 Domare: Abderrahim al-Arjoune (Marocko) | Publik: 2 000 Domare: Abderrahim al-Arjoune (Marocko) |
| 16:00 | 16:00           |                |       |       | Publik: 2 000 Domare: Abderrahim al-Arjoune (Marocko) | Publik: 2 000 Domare: Abderrahim al-Arjoune (Marocko) |
| 16:00 | 16:00           |                |       |       | Publik: 2 000 Domare: Abderrahim al-Arjoune (Marocko) | Publik: 2 000 Domare: Abderrahim al-Arjoune (Marocko) |

### Grupp C
| Lag          | S | V | O | F | GM | IM | MS | P |
| ------------ | - | - | - | - | -- | -- | -- | - |
| Egypten      | 3 | 3 | 0 | 0 | 7  | 2  | +5 | 9 |
| Senegal      | 3 | 1 | 1 | 1 | 5  | 4  | +1 | 4 |
| Zambia       | 3 | 0 | 2 | 1 | 3  | 5  | −2 | 2 |
| Burkina Faso | 3 | 0 | 1 | 2 | 4  | 8  | −4 | 1 |

|       | 23 januari 2000 | Egypten               | 2 – 0   | Zambia | Sani Abacha Stadium, Kano                   |                                             |
| 18:30 | 18:30           | Radwan 37′ Hassan 50′ | (1 – 0) |        | Publik: 18 000 Domare: Coffi Codjia (Benin) | Publik: 18 000 Domare: Coffi Codjia (Benin) |
| 18:30 | 18:30           |                       |         |        | Publik: 18 000 Domare: Coffi Codjia (Benin) | Publik: 18 000 Domare: Coffi Codjia (Benin) |
| 18:30 | 18:30           |                       |         |        | Publik: 18 000 Domare: Coffi Codjia (Benin) | Publik: 18 000 Domare: Coffi Codjia (Benin) |

|       | 25 januari 2000 | Burkina Faso | 1 – 3   | Senegal                      | Sani Abacha Stadium, Kano                            |                                                      |
| 17:00 | 17:00           | Sanou 65′    | (0 – 2) | Camara 4′ Sarr 45′ Keita 86′ | Publik: 12 000 Domare: Abdel-Hakim Shelmani (Libyen) | Publik: 12 000 Domare: Abdel-Hakim Shelmani (Libyen) |
| 17:00 | 17:00           |              |         |                              | Publik: 12 000 Domare: Abdel-Hakim Shelmani (Libyen) | Publik: 12 000 Domare: Abdel-Hakim Shelmani (Libyen) |
| 17:00 | 17:00           |              |         |                              | Publik: 12 000 Domare: Abdel-Hakim Shelmani (Libyen) | Publik: 12 000 Domare: Abdel-Hakim Shelmani (Libyen) |

|       | 28 januari 2000 | Egypten    | 1 – 0   | Senegal | Sani Abacha Stadium, Kano                           |                                                     |
| 18:30 | 18:30           | Hassan 39′ | (1 – 0) |         | Publik: 30 000 Domare: Petros Mathabela (Sydafrika) | Publik: 30 000 Domare: Petros Mathabela (Sydafrika) |
| 18:30 | 18:30           |            |         |         | Publik: 30 000 Domare: Petros Mathabela (Sydafrika) | Publik: 30 000 Domare: Petros Mathabela (Sydafrika) |
| 18:30 | 18:30           |            |         |         | Publik: 30 000 Domare: Petros Mathabela (Sydafrika) | Publik: 30 000 Domare: Petros Mathabela (Sydafrika) |

|       | 29 januari 2000 | Zambia   | 1 – 1   | Burkina Faso  | Sani Abacha Stadium, Kano                           |                                                     |
| 18:30 | 18:30           | Lota 16′ | (1 – 0) | Ouédraogo 90′ | Publik: 5 000 Domare: Abdel-Hakim Shelmani (Libyen) | Publik: 5 000 Domare: Abdel-Hakim Shelmani (Libyen) |
| 18:30 | 18:30           |          |         |               | Publik: 5 000 Domare: Abdel-Hakim Shelmani (Libyen) | Publik: 5 000 Domare: Abdel-Hakim Shelmani (Libyen) |
| 18:30 | 18:30           |          |         |               | Publik: 5 000 Domare: Abdel-Hakim Shelmani (Libyen) | Publik: 5 000 Domare: Abdel-Hakim Shelmani (Libyen) |

|       | 2 februari 2000 | Egypten                                             | 4 – 2   | Burkina Faso         | Sani Abacha Stadium, Kano                        |                                                  |
| 17:00 | 17:00           | Salah Hosny 30′ Hassan 75′ (str.) Ramzy 85′ Ali 90′ | (1 – 2) | Koudou 10′ Sanou 24′ | Publik: 17 000 Domare: Pierre Mounguegui (Gabon) | Publik: 17 000 Domare: Pierre Mounguegui (Gabon) |
| 17:00 | 17:00           |                                                     |         |                      | Publik: 17 000 Domare: Pierre Mounguegui (Gabon) | Publik: 17 000 Domare: Pierre Mounguegui (Gabon) |
| 17:00 | 17:00           |                                                     |         |                      | Publik: 17 000 Domare: Pierre Mounguegui (Gabon) | Publik: 17 000 Domare: Pierre Mounguegui (Gabon) |

|       | 2 februari 2000 | Zambia                         | 2 – 2   | Senegal              | National Stadium, Lagos                    |                                            |
| 17:00 | 17:00           | Chilembi 52′ Bwalya 87′ (str.) | (0 – 0) | Camara 47′ Mbaye 80′ | Publik: 2 000 Domare: Alex Quartey (Ghana) | Publik: 2 000 Domare: Alex Quartey (Ghana) |
| 17:00 | 17:00           |                                |         |                      | Publik: 2 000 Domare: Alex Quartey (Ghana) | Publik: 2 000 Domare: Alex Quartey (Ghana) |
| 17:00 | 17:00           |                                |         |                      | Publik: 2 000 Domare: Alex Quartey (Ghana) | Publik: 2 000 Domare: Alex Quartey (Ghana) |

### Grupp D
| Lag               | S | V | O | F | GM | IM | MS | P |
| ----------------- | - | - | - | - | -- | -- | -- | - |
| Nigeria           | 3 | 2 | 1 | 0 | 6  | 2  | +4 | 7 |
| Tunisien          | 3 | 1 | 1 | 1 | 3  | 4  | −1 | 4 |
| Marocko           | 3 | 1 | 1 | 1 | 1  | 2  | −1 | 4 |
| Kongo-Brazzaville | 3 | 0 | 1 | 2 | 0  | 2  | −2 | 1 |

|       | 23 januari 2000 | Nigeria                         | 4 – 2   | Tunisien               | National Stadium, Lagos                       |                                               |
| 16:00 | 16:00           | Okocha 28′, 58′ Ikpeba 71′, 77′ | (1 – 0) | Azaiez 49′ Sellimi 90′ | Publik: 80 000 Domare: Alain Sars (Frankrike) | Publik: 80 000 Domare: Alain Sars (Frankrike) |
| 16:00 | 16:00           |                                 |         |                        | Publik: 80 000 Domare: Alain Sars (Frankrike) | Publik: 80 000 Domare: Alain Sars (Frankrike) |
| 16:00 | 16:00           |                                 |         |                        | Publik: 80 000 Domare: Alain Sars (Frankrike) | Publik: 80 000 Domare: Alain Sars (Frankrike) |

|       | 25 januari 2000 | Marocko    | 1 – 0   | Kongo-Brazzaville | National Stadium, Lagos                    |                                            |
| 19:30 | 19:30           | Bassir 85′ | (0 – 0) |                   | Publik: 8 000 Domare: Alex Quartey (Ghana) | Publik: 8 000 Domare: Alex Quartey (Ghana) |
| 19:30 | 19:30           |            |         |                   | Publik: 8 000 Domare: Alex Quartey (Ghana) | Publik: 8 000 Domare: Alex Quartey (Ghana) |
| 19:30 | 19:30           |            |         |                   | Publik: 8 000 Domare: Alex Quartey (Ghana) | Publik: 8 000 Domare: Alex Quartey (Ghana) |

|       | 28 januari 2000 | Nigeria | 0 – 0 | Kongo-Brazzaville | National Stadium, Lagos                             |                                                     |
| 16:00 | 16:00           |         |       |                   | Publik: 60 000 Domare: Felix Tangawarima (Zimbabwe) | Publik: 60 000 Domare: Felix Tangawarima (Zimbabwe) |
| 16:00 | 16:00           |         |       |                   | Publik: 60 000 Domare: Felix Tangawarima (Zimbabwe) | Publik: 60 000 Domare: Felix Tangawarima (Zimbabwe) |
| 16:00 | 16:00           |         |       |                   | Publik: 60 000 Domare: Felix Tangawarima (Zimbabwe) | Publik: 60 000 Domare: Felix Tangawarima (Zimbabwe) |

|       | 29 januari 2000 | Tunisien | 0 – 0 | Marocko | National Stadium, Lagos                     |                                             |
| 16:00 | 16:00           |          |       |         | Publik: 5 000 Domare: Falla Ndoye (Senegal) | Publik: 5 000 Domare: Falla Ndoye (Senegal) |
| 16:00 | 16:00           |          |       |         | Publik: 5 000 Domare: Falla Ndoye (Senegal) | Publik: 5 000 Domare: Falla Ndoye (Senegal) |
| 16:00 | 16:00           |          |       |         | Publik: 5 000 Domare: Falla Ndoye (Senegal) | Publik: 5 000 Domare: Falla Ndoye (Senegal) |

|       | 3 februari 2000 | Nigeria                 | 2 – 0   | Marocko | National Stadium, Lagos                     |                                             |
| 17:00 | 17:00           | George 28′ Aghahowa 81′ | (1 – 0) |         | Publik: 60 000 Domare: Coffi Codjia (Benin) | Publik: 60 000 Domare: Coffi Codjia (Benin) |
| 17:00 | 17:00           |                         |         |         | Publik: 60 000 Domare: Coffi Codjia (Benin) | Publik: 60 000 Domare: Coffi Codjia (Benin) |
| 17:00 | 17:00           |                         |         |         | Publik: 60 000 Domare: Coffi Codjia (Benin) | Publik: 60 000 Domare: Coffi Codjia (Benin) |

|       | 3 februari 2000 | Tunisien  | 1 – 0   | Kongo-Brazzaville | Sani Abacha Stadium, Kano                                  |                                                            |
| 17:00 | 17:00           | Jaidi 18′ | (1 – 0) |                   | Publik: 12 000 Domare: Ali Bujsaim (Förenade arabemiraten) | Publik: 12 000 Domare: Ali Bujsaim (Förenade arabemiraten) |
| 17:00 | 17:00           |           |         |                   | Publik: 12 000 Domare: Ali Bujsaim (Förenade arabemiraten) | Publik: 12 000 Domare: Ali Bujsaim (Förenade arabemiraten) |
| 17:00 | 17:00           |           |         |                   | Publik: 12 000 Domare: Ali Bujsaim (Förenade arabemiraten) | Publik: 12 000 Domare: Ali Bujsaim (Förenade arabemiraten) |

## Utslagsspel
|  | Kvartsfinaler                    | Kvartsfinaler                    |                                  |                 | Semifinaler | Semifinaler |  |  | Final                            | Final |
|  |                                  |                                  |                                  |                 |             |             |  |  |                                  |       |
|  | 6 februari 2000 (16:00) - Accra  |                                  |                                  |                 |             |             |  |  |                                  |       |
|  |                                  |                                  |                                  |                 |             |             |  |  |                                  |       |
|  | Kamerun                          | 2                                |                                  |                 |             |             |  |  |                                  |       |
|  | Kamerun                          | 2                                | 10 februari 2000 (18:30) - Accra |                 |             |             |  |  |                                  |       |
|  | Algeriet                         | 1                                |                                  |                 |             |             |  |  |                                  |       |
|  | Algeriet                         | 1                                | Kamerun                          | 3               |             |             |  |  |                                  |       |
|  | 7 februari 2000 (16:00) - Kano   |                                  | Kamerun                          | 3               |             |             |  |  |                                  |       |
|  |                                  | Tunisien                         | 0                                |                 |             |             |  |  |                                  |       |
|  | Egypten                          | Tunisien                         | 0                                | 0               |             |             |  |  |                                  |       |
|  | Egypten                          |                                  | 13 februari 2000 (15:00) - Lagos | 0               |             |             |  |  |                                  |       |
|  | Tunisien                         | 1                                |                                  |                 |             |             |  |  |                                  |       |
|  | Tunisien                         | 1                                | Kamerun (str)                    | 2 (4)           |             |             |  |  |                                  |       |
|  | 6 februari 2000 (19:30) - Kumasi |                                  | Kamerun (str)                    | 2 (4)           |             |             |  |  |                                  |       |
|  |                                  | Nigeria                          | 2 (3)                            |                 |             |             |  |  |                                  |       |
|  | Sydafrika                        | Nigeria                          | 2 (3)                            | 1               |             |             |  |  |                                  |       |
|  | Sydafrika                        | 10 februari 2000 (16:30) - Lagos |                                  | 1               |             |             |  |  |                                  |       |
|  | Ghana                            | 0                                |                                  |                 |             |             |  |  |                                  |       |
|  | Ghana                            | 0                                | Sydafrika                        | 0               | Bronsmatch  | Bronsmatch  |  |  |                                  |       |
|  | 7 februari 2000 (19:00) - Lagos  |                                  | Sydafrika                        | 0               | Bronsmatch  | Bronsmatch  |  |  |                                  |       |
|  |                                  | Nigeria                          | 2                                |                 |             |             |  |  |                                  |       |
|  | Nigeria (e fl)                   | Nigeria                          | 2                                | 1 (2)           | Tunisien    | 2 (3)       |  |  |                                  |       |
|  | Nigeria (e fl)                   |                                  |                                  | 1 (2)           | Tunisien    | 2 (3)       |  |  |                                  |       |
|  | Senegal                          | 1 (1)                            |                                  | Sydafrika (str) | 2 (4)       |             |  |  |                                  |       |
|  | Senegal                          | 1 (1)                            |                                  |                 | 2 (4)       |             |  |  |                                  |       |
|  |                                  |                                  |                                  |                 |             |             |  |  | 12 februari 2000 (16:00) - Accra |       |
|  |                                  |                                  |                                  |                 |             |             |  |  |                                  |       |

### Kvartsfinaler
|       | 6 februari 2000 | Kamerun          | 2 – 1   | Algeriet     | Accra Sports Stadium, Accra                  |                                              |
| 16:00 | 16:00           | Eto'o 7′ Foé 24′ | (2 – 0) | Tasfaout 79′ | Publik: 15 000 Domare: Falla Ndoye (Senegal) | Publik: 15 000 Domare: Falla Ndoye (Senegal) |
| 16:00 | 16:00           |                  |         |              | Publik: 15 000 Domare: Falla Ndoye (Senegal) | Publik: 15 000 Domare: Falla Ndoye (Senegal) |
| 16:00 | 16:00           |                  |         |              | Publik: 15 000 Domare: Falla Ndoye (Senegal) | Publik: 15 000 Domare: Falla Ndoye (Senegal) |

|       | 6 februari 2000 | Sydafrika   | 1 – 0   | Ghana | Kumasi Sports Stadium, Kumasi                  |                                                |
| 19:30 | 19:30           | Nomvete 42′ | (1 – 0) |       | Publik: 40 000 Domare: Mourad Daami (Tunisien) | Publik: 40 000 Domare: Mourad Daami (Tunisien) |
| 19:30 | 19:30           |             |         |       | Publik: 40 000 Domare: Mourad Daami (Tunisien) | Publik: 40 000 Domare: Mourad Daami (Tunisien) |
| 19:30 | 19:30           |             |         |       | Publik: 40 000 Domare: Mourad Daami (Tunisien) | Publik: 40 000 Domare: Mourad Daami (Tunisien) |

|       | 7 februari 2000 | Egypten | 0 – 1   | Tunisien         | Sani Abacha Stadium, Kano                     |                                               |
| 16:00 | 16:00           |         | (0 – 1) | Badra 22′ (str.) | Publik: 12 000 Domare: Alain Sars (Frankrike) | Publik: 12 000 Domare: Alain Sars (Frankrike) |
| 16:00 | 16:00           |         |         |                  | Publik: 12 000 Domare: Alain Sars (Frankrike) | Publik: 12 000 Domare: Alain Sars (Frankrike) |
| 16:00 | 16:00           |         |         |                  | Publik: 12 000 Domare: Alain Sars (Frankrike) | Publik: 12 000 Domare: Alain Sars (Frankrike) |

|       | 7 februari 2000 | Nigeria           | 2 – 1 (e.fl.) | Senegal   | National Stadium, Lagos                             |                                                     |
| 19:00 | 19:00           | Aghahowa 85′, 92′ | (0 – 1)       | Fadiga 7′ | Publik: 60 000 Domare: Felix Tangawarima (Zimbabwe) | Publik: 60 000 Domare: Felix Tangawarima (Zimbabwe) |
| 19:00 | 19:00           |                   |               |           | Publik: 60 000 Domare: Felix Tangawarima (Zimbabwe) | Publik: 60 000 Domare: Felix Tangawarima (Zimbabwe) |
| 19:00 | 19:00           |                   |               |           | Publik: 60 000 Domare: Felix Tangawarima (Zimbabwe) | Publik: 60 000 Domare: Felix Tangawarima (Zimbabwe) |

### Semifinaler
|       | 10 februari 2000 | Nigeria           | 2 – 0   | Sydafrika | National Stadium, Lagos                            |                                                    |
| 16:30 | 16:30            | Babangida 1′, 34′ | (2 – 0) |           | Publik: 60 000 Domare: Gamal Al-Ghandour (Egypten) | Publik: 60 000 Domare: Gamal Al-Ghandour (Egypten) |
| 16:30 | 16:30            |                   |         |           | Publik: 60 000 Domare: Gamal Al-Ghandour (Egypten) | Publik: 60 000 Domare: Gamal Al-Ghandour (Egypten) |
| 16:30 | 16:30            |                   |         |           | Publik: 60 000 Domare: Gamal Al-Ghandour (Egypten) | Publik: 60 000 Domare: Gamal Al-Ghandour (Egypten) |

|       | 10 februari 2000 | Kamerun                  | 3 – 0   | Tunisien | Accra Sports Stadium, Accra                               |                                                           |
| 18:30 | 18:30            | Mboma 49′, 85′ Eto'o 81′ | (0 – 0) |          | Publik: 6 000 Domare: Ali Bujsain (Förenade arabemiraten) | Publik: 6 000 Domare: Ali Bujsain (Förenade arabemiraten) |
| 18:30 | 18:30            |                          |         |          | Publik: 6 000 Domare: Ali Bujsain (Förenade arabemiraten) | Publik: 6 000 Domare: Ali Bujsain (Förenade arabemiraten) |
| 18:30 | 18:30            |                          |         |          | Publik: 6 000 Domare: Ali Bujsain (Förenade arabemiraten) | Publik: 6 000 Domare: Ali Bujsain (Förenade arabemiraten) |

### Bronsmatch
|       | 12 februari 2000 | Sydafrika                                        | 2 – 2 (e.fl.)            | Tunisien                                   | Accra Sports Stadium, Accra                |                                            |
| 16:00 | 16:00            | Bartlett 11′ Nomvete 62′                         | (1 – 1)                  | Zitouni 27′, 89′                           | Publik: 1 000 Domare: Coffi Codjia (Benin) | Publik: 1 000 Domare: Coffi Codjia (Benin) |
| 16:00 | 16:00            |                                                  |                          |                                            | Publik: 1 000 Domare: Coffi Codjia (Benin) | Publik: 1 000 Domare: Coffi Codjia (Benin) |
| 16:00 | 16:00            | Nomvete Mkhalele Tinkler Bartlett Moshoeu Bapela | Straffsparksläggning 4–3 | Chihi Jaziri Gabsi Boukadida Badra Zitouni | Publik: 1 000 Domare: Coffi Codjia (Benin) | Publik: 1 000 Domare: Coffi Codjia (Benin) |

### Final
|       | 13, februari 2000 | Nigeria                          | 2 – 2 (e.fl.)            | Kamerun                    | National Stadium, Lagos                        |                                                |
| 15:00 | 15:00             | Chukwu 45′ Okocha 47′            | (1 – 2)                  | Eto'o 26′ Mboma 31′        | Publik: 60 000 Domare: Mourad Daami (Tunisien) | Publik: 60 000 Domare: Mourad Daami (Tunisien) |
| 15:00 | 15:00             |                                  |                          |                            | Publik: 60 000 Domare: Mourad Daami (Tunisien) | Publik: 60 000 Domare: Mourad Daami (Tunisien) |
| 15:00 | 15:00             | Okocha Okpara Kanu Ikpeba Oliseh | Straffsparksläggning 3–4 | Mboma Wome Geremi Foé Song | Publik: 60 000 Domare: Mourad Daami (Tunisien) | Publik: 60 000 Domare: Mourad Daami (Tunisien) |

## Vinnare
| Mästare i afrikanska mästerskapet 2000        |
| --------------------------------------------- |
| Kameruns herrlandslag i fotboll Tredje titeln |

## Målgörare
| 5 mål - Shaun Bartlett 4 mål - Samuel Eto'o - Patrick Mboma 3 mål - Hossam Hassan - Julius Aghahowa - Jay-Jay Okocha 2 mål - Abdelhafid Tasfaout - Ousmane Sanou - Marc-Vivien Foé - Kwame Ayew - Tijjani Babangida - Victor Ikpeba - Henri Camara - Siyabonga Nomvete - Ali Zitouni | 1 mål - Billel Dziri - Farid Ghazi - Fawzi Moussouni - Ismael Koudou - Alassane Ouédraogo - Raymond Kalla - Tchiressoua Guel - Bonaventure Kalou - Donald-Olivier Sie - Abdel Haleem Ali - Yasser Radwan - Hany Ramzy - Ahmed Salah - Bruno Mbanagoye - Chiva Nzigou - Otto Addo - Salaheddine Bassir - Raphael Chukwu - Finidi George - Khalilou Fadiga - Salif Keita - Abdoulaye Mbaye - Pape Sarr - Dumisa Ngobe - Lantame Ouadja - Massamasso Tchangai - Walid Azaiez - Khaled Badra - Radhi Jaidi - Adel Sellimi - Kalusha Bwalya - Laughter Chilembi - Dennis Lota |